# Sciapus coalescens
Sciapus coalescens är en tvåvingeart som beskrevs av Octave Parent 1934. Sciapus coalescens ingår i släktet Sciapus och familjen styltflugor.
Artens utbredningsområde är Kongo. Inga underarter finns listade i Catalogue of Life.